# Клипер Милс (Калифорнија)
Клипер Милс (енгл. Clipper Mills) насељено је место без административног статуса у америчкој савезној држави Калифорнија.

## Демографија
По попису из 2010. године број становника је 142.
| Група             | 2000.    | 2010.       |
| Белци             | 0 (0,0%) | 128 (90,1%) |
| Афроамериканци    | 0 (0,0%) | 0 (0,0%)    |
| Азијати           | 0 (0,0%) | 0 (0,0%)    |
| Хиспаноамериканци | 0 (0,0%) | 5 (3,5%)    |
| Укупно            | 0        | 142         |